# 宮田清藏
宮田 清藏（みやた せいぞう、1941年5月28日 - 2025年5月24日） は、日本の工学者。東京農工大学学長や、繊維学会会長、高分子学会副会長、カリフォルニア工科大学客員教授、東京工業大学特任教授、電気通信大学特任教授等を歴任した。フランス共和国教育功労章受章。

## 人物・経歴
東京都生まれ。1964年東京教育大学理学部化学科卒業。1966年東京工業大学 （のちの東京科学大学）大学院理工学研究科化学工学専攻修士課程修了。1969年同博士課程修了、工学博士。大学院で所属した高分子工学の先輩として白川英樹がいた。専門は有機及び高分子材料の電気光学物性。
カリフォルニア工科大学からオファーを受けたが、安保闘争の最中郵便が届かず取り消しとなり、1969年東京農工大学工学部講師に着任。1970年東京農工大学工学部助教授。1982年カリフォルニア工科大学客員教授。1984年ベル研究所客員研究員。1986年東京農工大学工学部教授。1994年高分子学会副会長。1995年初代東京農工大学大学院生物システム応用科学研究科長、同教授、文部省重点領域研究「有機非線形光学材料」研究代表者。1997年繊維学会副会長。1999年繊維学会会長。2001年東京農工大学学長。
2003年文部科学省中央教育審議会大学分科会留学生部会専門委員。2005年東京農工大学名誉教授、新エネルギー・産業技術総合開発機構プログラムマネージャー、東京工業大学国際高分子基礎研究センター特任教授。2008年電気通信大学監事。2009年科学技術振興機構シニアプログラムオフィサー。2010年新設されたフロンティアサロン財団代表理事に就任。2012年電気通信大学学長顧問、小金井カントリー倶楽部理事。2013年小金井ゴルフ取締役食堂委員長。
西東京市教育委員長職務代理者、西東京市教育委員会教育長職務代理者も務め、2016年にはパワハラ疑惑の渦中に辞職した教育長の職務代行者となった。電気通信大学産学官連携センター特任教授、吉田科学技術財団選考委員、国際生物学オリンピック2020長崎大会組織委員会委員なども務めた。

## 受章・受賞
- 高分子学会賞 1985年[5]
- 高分子科学功績賞 2002年[5]
- フランス共和国教育功労章オフィシエ 2004年[5]
- 繊維学会功績賞 2005年[3]
- 瑞宝中綬章 2017年[19][20]
- 西東京市市政表彰 2018年[14]
- 正四位 2025年[21]